# Paradisäpple
För andra betydelser, se Paradisäpple (olika betydelser).
Paradisäpplen är äppelträd med mycket små frukter, oftast bara ett par centimeter långa. Många paradisäppelträd är en varietet av vildapel, Malus sylvestris var. paradisiaca. Paradisäpplet bärapel är en varietet av vanliga äpplen som bärapel medan sibirisk apel, som också bär paradisäpplen, är en egen art.
Frukterna är ofta sura. Paradisäpplen används oftast som prydnadsträd men det går att göra sylt eller marmelad på frukterna.